# Bernie Bonvoisin

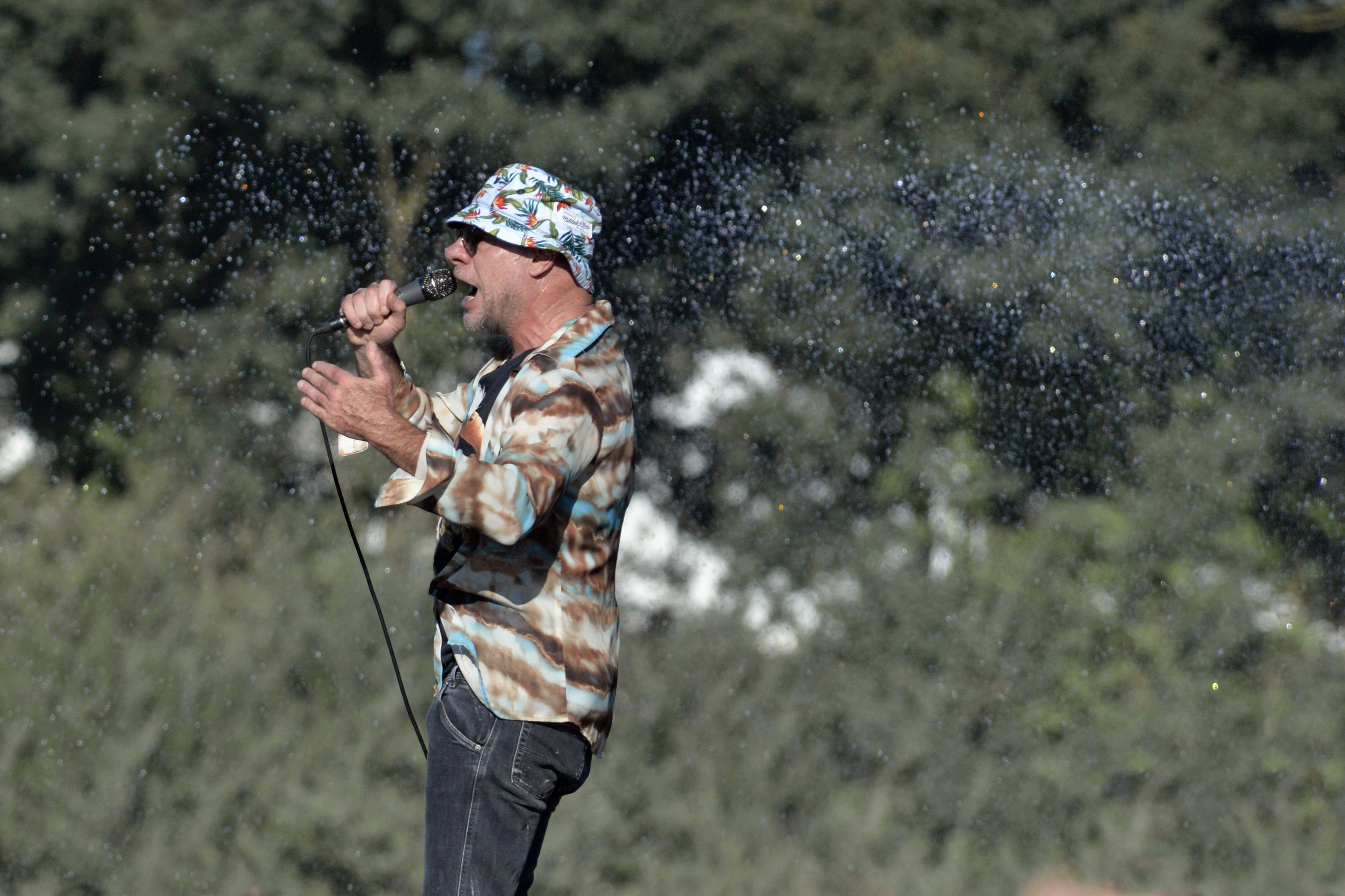
Bernie Bonvoisin live beim Hellfest (2017)

Bernie Bonvoisin (* 9. Juli 1956 in Nanterre als Bernard Michel Bonvoisin) ist ein französischer Rocksänger, Autor und Schauspieler.

## Leben und Karriere
Bernie Bonvoisin wurde Ende der 1970er Jahre bekannt als der Sänger der Band Trust. Die Band, die anfangs von den staatlichen Medien boykottiert wurde, fiel durch ihre sozialkritischen Texte auf, erspielte sich aber auf ausgedehnten Tourneen und Festivals einen Kultstatus. Später war sie beispielsweise mit AC/DC oder Iron Maiden international zu sehen.
Seit 1986 tritt Bonvoisin auch als Solokünstler in Erscheinung, ist aber, mit Unterbrechungen, weiterhin mit Trust unterwegs. Mit seiner eigenen Band Kollektif AK-47 war er 2013 zu hören. Als Schauspieler trat er 1987 erstmals vor die Kamera. Er wirkte in mehr als einem Dutzend Filmen und mehreren TV-Serien mit. Weiterhin betätigt er sich als Autor, Regisseur und Komponist von Filmmusik. Für den Film Les Démons de Jésus war er 1997 für einen Tiger Award als Bester Film und den César 1998 als Bestes Erstlingswerk nominiert.
Bonvoisin fällt immer wieder durch eher robuste politische und gesellschaftliche Stellungnahmen auf und hat einige Bücher veröffentlicht. Er zählt heute zu den bestverdienenden französischen Künstlern und hält sich über sein Privatleben überwiegend bedeckt.

## Diskografie
- mit Trust: alle Aufnahmen

Solo
- 1986: Couleur Passion
- 1990: En avoir ou pas
- 1993: Étreinte dangereuse
- 2010: Organic

## Filmografie (Auswahl)
- 1987: Aria
- 1989: Rendez-vous au tas de sable
- 1989: Winter 54 (Hiver 54)
- 1991: Le gang des tractions (TV-Serie)
- 1994: Julie Lescaut (TV-Serie)
- 1995: Hass (La Haine)
- 1997: Les Démons de Jésus
- 2000: Old School
- 2005: Janis et John
- 2008: Coluche, l'histoire d'un mec
- 2013: Punk
- 2013: Woman With No Name
- 2017: Leichen unter brennender Sonne (Laissez bronzer les cadavres)

## Bibliografie (Auswahl)
- 2003: Vous êtes faite de peines étranges ISBN 2-08-068512-0
- 2006: Chaque homme a la capacité d'être un bourreau… ou au moins son complice ISBN 2-35012-053-8
- 2007: Sirop d'la rue ISBN 2-35012-052-X
- 2010: Le bel enfer ISBN 2-917702-14-1
- 2018: La danse du chagrin ISBN 978-2-35949-667-3